# Gradara
Gradara (im lokalen Dialekt: Gradèra) ist eine italienische Gemeinde mit 4893 Einwohnern (Stand 31. Dezember 2023) in der Provinz Pesaro und Urbino in den Marken. Die Gemeinde liegt etwa 11 Kilometer nordwestlich von Pesaro und etwa 26 Kilometer nordöstlich von Urbino und grenzt an die Provinz Rimini in der Emilia-Romagna. Etwas mehr als drei Kilometer in nordöstlicher Richtung liegt die Adriaküste.
Gradara ist Mitglied der Vereinigung I borghi più belli d’Italia (Die schönsten Orte Italiens).

## Geschichte

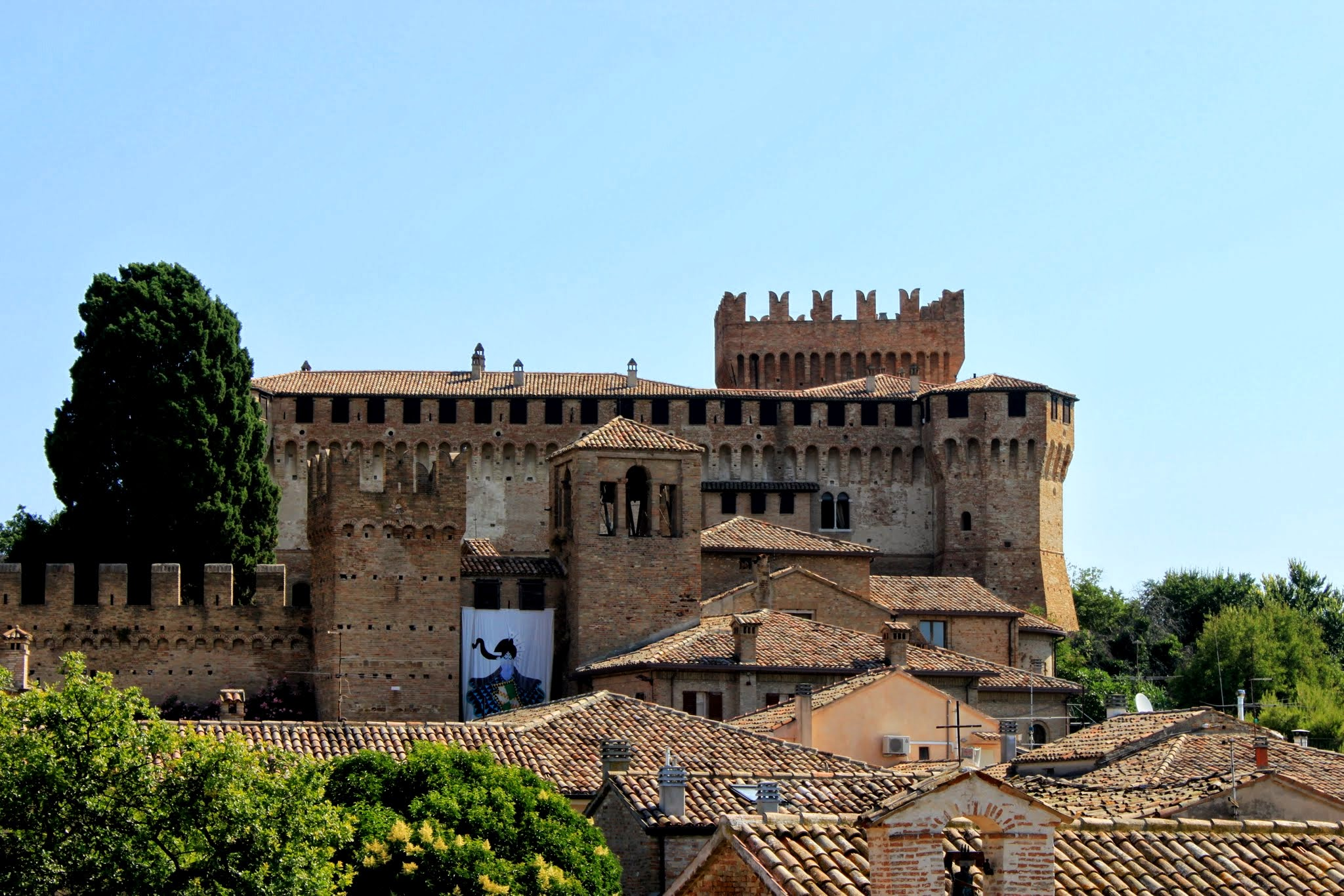
Blick zur Burg

Die Burg wurde lange durch die Familie der Malatesta gehalten.

## Verkehr
Durch die Gemeinde führt die Autostrada A14 von Bologna nach Tarent.

## Städtepartnerschaften
- Muggensturm, Deutschland – seit 2002

## Ehrenbürger
- Dietmar Späth (Ernennung 2022), Politiker, langjähriger Bürgermeister Muggensturms[3]